# Symplocos globosa
Espèce
Statut de conservation UICN

 EN B1ab(iii) : En danger
Symplocos globosa est une espèce de plantes à fleurs de la famille des Symplocaceae.

## Publication originale
- Flora of Ecuador 43: 27. 1991.